# Sainte-Hélène, Morbihan
Sainte-Hélène (bretonska: Santez-Elen) är en kommun i departementet Morbihan i regionen Bretagne i nordvästra Frankrike. Kommunen ligger i kantonen Port-Louis som tillhör arrondissementet Lorient. År 2022 hade Sainte-Hélène 1 298 invånare.

## Befolkningsutveckling
Antalet invånare i kommunen Sainte-Hélène
| Referens: INSEE |